# Fond cosmologique de neutrinos
Ne doit pas être confondu avec Fond diffus de neutrinos de supernovae.
Le fond cosmologique de neutrinos (en anglais : cosmic neutrino background, en abrégé : CNB ou CνB (lire : « C-nu-B »), représente l'ensemble des neutrinos qui ont été produits lors du Big Bang. Ils représentent en nombre et en énergie totale la très grande majorité des neutrinos de tout l'Univers. L'énergie individuelle des neutrinos cosmologiques est par contre très faible. Elle est du même ordre que celle des photons du fond diffus cosmologique, soit environ 0,2 milliélectron-volt si leur masse est nulle. La détection du CNB s'avère donc très difficile : il n'existe pas de moyen efficace permettant de faire interagir des neutrinos aussi peu énergétiques avec un type de détecteur connu.

## Histoire
L'existence du fonds cosmologique de neutrinos a été prédite, dès 1953, par les cosmologistes américains Ralph Alpher, James Follin et Robert Herman, de l'université Johns-Hopkins.

## Propriétés
Le fond cosmologique de neutrinos représente les neutrinos formés lors du Big Bang. Aux tout premiers instants de l'histoire de l'Univers, ceux-ci étaient en équilibre thermique avec la matière et le rayonnement environnant. La distribution d'énergie de ces neutrinos était donc celle d'un corps noir, de température identique à celle du rayonnement. Alors que l'expansion de l'Univers se poursuit, la température du rayonnement et celle des neutrinos baissent de concert. Vient l'époque où la température et la densité des neutrinos deviennent trop faibles pour que ceux-ci continuent à interagir avec le reste de l'Univers. Cette époque est appelée découplage des neutrinos, et s'est produite quand la température était de l'ordre de 1 mégaélectronvolt (10 milliards de degrés). Peu après, lorsque la température descend en dessous de 0,5 MeV, l'équilibre qui existait entre électrons et positrons est rompu, et toutes les paires électron-antiélectron disponibles s'annihilent. C'est l'annihilation électrons-positrons. Cette annihilation se fait presque exclusivement par production de photons. De l'énergie est donc injectée par ce processus dans le rayonnement et non dans les neutrinos. Ainsi, ceux-ci ne voient leur température affectée par ces annihilations, alors que celle du rayonnement est augmentée d'un facteur que l'on sait calculer, {\displaystyle \left({\frac {11}{4}}\right)^{\frac {1}{3}}}. Ainsi, la température du fond diffus cosmologique, qui est aujourd'hui mesurée à 2,726 K, implique que la température actuelle du fond cosmologique de neutrinos est environ 0,7138 fois plus faible, soit de l'ordre de 1,95 kelvin. Cette estimation reste cependant inexacte si les neutrinos ont une masse, auquel cas le concept de température n'est plus approprié, mais doit être remplacé par celui de densité d'énergie (voir Neutrinos cosmologiques et matière noire ci-dessous).
En termes de densité d'énergie, le fond cosmologique de neutrinos contribue {\displaystyle {\frac {7}{8}}\left({\frac {4}{11}}\right)^{\frac {4}{3}}\sim 0,\!6813} fois moins que les photons à la densité totale de l'Univers primordial. Ce facteur est néanmoins largement suffisant pour leur faire jouer un rôle mesurable dans la nucléosynthèse primordiale.
Les neutrinos cosmologiques étant émis plus tôt que les photons du fond diffus cosmologique, ils proviennent d'une région très légèrement plus éloignée que ces photons. Pour les photons du fond diffus cosmologique, la région d'émission vue depuis la Terre est appelée surface de dernière diffusion, pour les neutrinos cosmologiques, on parle plus généralement de neutrinosphère.

## Neutrinos cosmologiques et nucléosynthèse primordiale
Le fond cosmologique de neutrinos exerça cependant une influence majeure sur l'expansion de l'Univers dans les premiers milliers d'années qui suivent le Big Bang. En particulier, il détermine le taux d'expansion de l'Univers lors de la nucléosynthèse primordiale et par suite joue un rôle dans l'abondance des éléments légers observée aujourd'hui. Ce type d'étude a ainsi permis de montrer qu'il existait trois familles de neutrinos, en anticipation des résultats plus directs obtenus au début des années 1990 au collisionneur LEP du CERN. Des études plus récentes ont cependant avancé l'existence d'une quatrième famille de neutrino (c'est-à-dire d'une quatrième espèce de particules légères relativistes).

## Neutrinos cosmologiques et matière noire
Le fond cosmologique de neutrinos a un temps été considéré comme étant la source de la matière noire : si les neutrinos possèdent une masse faible, mais non nulle, alors leur grand nombre pourrait leur donner une masse totale suffisante pour jouer le rôle de matière noire. Cette hypothèse, séduisante jusqu'au début des années 1990, a été abandonnée quand les observations ont révélé que la matière noire devait nécessairement être « froide », c'est-à-dire non relativiste, depuis très longtemps (voir Formation des grandes structures). Or les neutrinos, pour rendre compte de la matière noire, devraient avoir une masse de l'ordre de quelques dizaines d'électronvolts, trop faible pour leur assurer d'avoir été non relativistes suffisamment tôt dans l'histoire de l'Univers. Il demeure possible que les neutrinos aient une masse suffisante pour contribuer légèrement à la matière noire. Le modèle standard de la cosmologie met cependant désormais des contraintes très fortes sur la masse totale des neutrinos par cette méthode : la masse totale des trois types de neutrinos connus est ainsi contrainte (2006) à être inférieure à 0,68 électronvolt.

## Détection directe
La détection directe du CNB représente un défi technologique quasi insurmontable du fait de l'extrême faiblesse des interactions entre neutrinos et matière ordinaire. Parmi les méthodes réalistes envisagées, la plus prometteuse, quoique indirecte, fait utilisation des rayons cosmiques d'ultra haute énergie (UHECR). Si une particule UHECR est un neutrino suffisamment énergétique (plus de 1021 électronvolts, soit une énergie macroscopique de l'ordre de l'énergie cinétique d'une balle de tennis propulsée à 200 km/h), alors il est possible qu'elle interagisse avec un neutrino cosmologique pour former un boson Z. Celui-ci, instable et d'une durée de vie très courte, se désintégrera rapidement sous la forme d'une gerbe de particules élémentaires dont la composition résultera de la nature du boson Z initial. Cette gerbe de particules pourra alors être détectée sur Terre dans la haute atmosphère par les détecteurs d'UHECR, tels que l'observatoire Pierre-Auger. Les calculs indiquent que si l'interaction initiale entre l'UHECR et le neutrino cosmologique se produit à moins de 50 mégaparsecs de la Terre, alors la gerbe résultante, qui poursuivra sa route le long de la trajectoire initiale de l'UHECR, n'aura pas le temps de s'étaler sur une zone suffisamment large pour échapper aux détecteurs terrestres.